# Cumarină
Cumarina este o substanță toxică de natură vegetală care se formează în fânul proaspăt, ca și în diferite plante, ca Galium odoratum sau Melilotus officinalis, Prunus mahaleb sau Dipteryx odorata.
Cumarina este descoperită în anul 1822 în boabele Tonka, produsă pe cale sintetică în 1868, de atunci fiind vândută ca substanță aromatizantă. După ce prin experimentele pe animale s-a constatat toxicitatea ei în anul 1954, a fost interzisă ca aromatizant pe teritoriul SUA. În Germania este admisă ca aromatizant într-o concentrație maximă de 2 mg/kg.
Din grupa cumarinelor fac parte și furanocumarinele, substanțe toxice vegetale prezente în plante ca Angelica archangelica, Heracleum mantegazzianum, dar și în plante citrice.

## Utilizare
Din cauza mirosului plăcut asemănător cu mirosul de vanilie, cumarina este utilizată mai ales în parfumerie, cosmetică ; folosirea ei în industria alimentară este interzisă în majoritatea țărilor.
Derivatele de cumarină ca warfarina sunt folosite în medicină ca anticoagulant pentru prevenirea trombemboliilor (cerebrale, pulmonare) sau în doze mai mari ca otravă pentru combaterea rozătoarelor, producând acestora hemoragii interne. Derivatele fluorescente de cumarină sunt folosite în fabrica vopselelor.